# Джей, Дуглас, барон Джей
Дуглас Патрик Томас Джей, барон Джей (англ. Douglas Patrick Thomas Jay, Baron Jay; 23 марта 1907, Вулидж, Лондон, Великобритания — 6 марта 1996, Минстер Новелл, Оксфордшир, Великобритания) — британский государственный деятель, министр торговли Великобритании (1964—1967).

## Биография
Окончил Винчестерский колледж, а в 1929 г. с отличием — филологический факультет Нового колледжа Оксфордского университета. В 1930—1937 преподавал в Колледже Всех Душ. Всеобщая забастовка в Великобритании (1926) пробудила его интерес к политике и он вступил в Лейбористскую партию.
В 1929 г. начал работать экономическим журналистом в газете The Times, в 1933 г. перешел в The Economist. В 1937 г. перешел в Daily Herald, которая в то время считалась рупором рабочего движения. В 1940 г. был переведен в Министерство снабжения, где был ответственным за вербовку работников для промышленности. В 1943 г. становится личным помощником министра торговли Хью Далтона. После победы Лейбористской партии на всеобщих выборах 1945 г. был личным советником по экономической политике нового премьер-министра Клемента Эттли. В 1947 г. был назначен парламентским секретарем британского казначейства, в 1950 г. — финансовым секретарем казначейства. В 1951 г. он был назначен в Тайный совет.
Несмотря на разногласия с премьер-министром Гарольдом Вильсоном по поводу политики национализации и названия партии (Джей был сторонником её переименования в социал-демократическую), в 1964 г. он был назначен председателем Совета по торговле (министр торговли Великобритании). Его приоритетами на этом посту стали: проведение политики регионального развития, недопущение девальвации фунта и решительное противодействие вступлению Великобритании в Европейское экономическое сообщество. В 1967 г. был отправлен премьер-министров Вильсоном в отставку по формальной причине достижения пенсионного возраста.
Оставался членом Палаты общин до 1983 г. и был ведущей фигурой кампании «Нет» в ходе референдума о вступлении Великобритании в ЕЭС в 1975 году.
В 1987 г. был назначен пожизненным пэром и бароном Джеем Баттерси в Большом Лондоне и занял место в палате лордов.
В 1980 г. вышла его автобиография «Перемены и удача».